# Marido en alquiler
Marido en alquiler (em português: Marido de Aluguel) é uma telenovela estadunidense produzida e exibida pela Telemundo entre 10 de julho de 2013 e 13 de janeiro de 2014, substituindo La patrona e antecedendo La impostora.
Inicialmente era exibida às 9 da noite, mas a partir de 21 de outubro de 2013, com o fim da novela Dama y obrero passou a ser exibida às 8 da noite, com capítulos de 2 horas. É um remake da novela brasileira Fina Estampa de Aguinaldo Silva e foi adaptada por Perla Farias.
Protagonizada por Sonya Smith, Juan Soler, Kimberly Dos Ramos e Gabriel Coronel e antagonizada por Maritza Rodríguez e Miguel Varoni.

## Sinopse
Marido de Aluguel, conta a história de Griselda Carrasco, uma mulher forte, trabalhadora e batalhadora que sustenta seus 3 filhos e seu neto. Griselda, sem saber que passou 15 anos sem o amor de um homem (depois do misterioso desaparecimento de seu ex-marido José Salinas), sente essa paixão novamente no dia em que conhece Reinaldo Ibarra, o homem perfeito que toda mulher sonharia, mas ele é casado com Teresa Cristina, uma mulher sombria, que esconde um passado terrível, e que impedirá sua felicidade, além de ter uma família que ele acreditava ser perfeita à sua maneira.

## Elenco
| Ator                    | Personagem                           | Interpretado na versão brasileira por:                           |
| ----------------------- | ------------------------------------ | ---------------------------------------------------------------- |
| Sonya Smith             | Griselda Carrasco                    | Lília Cabral como Griselda da Silva Pereira (Pereirão)           |
| Juan Soler              | Reinaldo Ibarra                      | Dalton Vigh como René Velmont                                    |
| Maritza Rodríguez       | Tereza Cristina Palmer de Ibarra     | Christiane Torloni como Tereza Cristina Buarque Siqueira Velmont |
| Miguel Varoni           | José Salinas                         | José Mayer como José Pereira (Pererinha)                         |
| Roberto Manrique        | José Enrique "Kike" Salinas Carrasco | Malvino Salvador como Joaquim José da Silva Pereira "Quinzé"     |
| Kimberly Dos Ramos      | Patricia Ibarra Palmer               | Adriana Birolli como Patrícia Buarque Siqueira Velmont Pereira   |
| Gabriel Coronel         | José Antonio Salinas Carrasco        | Caio Castro como José Antenor da Silva Pereira                   |
| Ricardo Chávez          | Gabriel Rodríguez                    | Paulo Rocha como Guaracy Martins                                 |
| Ana Carolina Grajales   | Amalia Salinas Carrasco              | Sophie Charlotte como Maria Amália da Silva Pereira              |
| Pablo Azar              | Rafael Álamo                         | Marco Pigossi como Rafael Fernandes (Rafa)                       |
| Daniela Navarro         | Bárbara González                     | Carolina Dieckmann como Teodora Bastos Pereira                   |
| Ariel Texido            | Rosario "Ro" Flores                  | Marcelo Serrado Crodoaldo Valério (Crô)                          |
| Elluz Peraza            | Mirna Bello / Doña Gisele Salinas    | Ângela Vieira como Mirna Bello/ Gisela Pereira                   |
| Sandra Destenave        | Esther Salas de Palmer               | Júlia Lemmertz como Esther Wolkoff Siqueira                      |
| Ismael La Rosa          | Simón                                | Ricardo Blat como Severino                                       |
| Alba Roversi            | Tía Iris                             | Eva Wilma como Maria Iris Siqueira Maciel                        |
| Gabriel Valenzuela      | Fernando                             | Carlos Machado como Ferdinand                                    |
| José Guillermo Cortines | Máximo Durán                         | Dudu Azevedo como Wallace Mu                                     |
| Paulo Quevedo           | Juan Pablo Palmer                    | Dan Stulbach como Paulo Buarque Siqueira                         |
| Sandra Eichler          | Alba Perkins                         | Renata Sorrah como Dra. Danielle Fraser                          |
| Maite Embil             | Celeste Porras                       | Dira Paes como Celeste de Souza Fonseca                          |
| María del Pilar Pérez   | Vanessa Flores                       | Milena Toscano como Vanessa Tavares Ribas                        |
| Lino Martone            | Elio Carrasco                        | Júlio Rocha como Enzo Pereira                                    |
| Jalymar Salomón         | Clara Martínez                       | Cris Vianna como Dagmar dos Anjos                                |
| Ahrid Hannaley          | Beatriz                              | Monique Alfradique como Beatriz Lobo                             |
| Sol Rodríguez           | Sol Porras                           | Carol Macedo como Solange de Souza Fonseca (Sol do Recanto)      |
| Roxana Peña             | Matilde                              | Aline Matheus como Clara                                         |
| Anthony López           | Iván Rouge                           | Carlos Casagrande como Juan Guilherme Passarelli                 |
| Adriana Lavat           | Marcela Cortés                       | Suzana Pires como Marcella Coutinho/ Joana Coutinho              |
| Víctor Corona           | Manuel Porras                        | Alexandre Nero como Baltazar Fonseca                             |
| Gustavo Pedraza         | Mario López                          | Thaís de Campos como Alice                                       |
| Nadia Escobar           | Elsa                                 | Kátia Morais                                                     |
| Aneudy Lara             | Eduardo                              | Rafael Zulu                                                      |
| Giovanna del Portillo   | Ellen                                | Josie Pessoa                                                     |
| Natacha Guerra          | Marcia Peña de Montiel               | Alexandra Martins                                                |
| Adrián Carvajal         | Daniel                               | Guilherme Boury                                                  |
| Luis Alvarez Lozano     | Leonardo Martínez                    | Rodrigo Simas                                                    |
| Dad Dager               | Paloma Ramos                         | Wolf Maya                                                        |
| Maria Corina Ramírez    | Penny                                | Luma Costa                                                       |
| Lance Dos Ramos         | Víctor                               | Fábio Keldani                                                    |
| Emmanuel Perez          | Kikito                               | Gabriel Pelícia                                                  |
| Viviane Ligarde         | Susana                               | Juliana Knust                                                    |
| Natasha Domínguez       | Diosa                                | Michelle Martins                                                 |
| Carlos Arreaza          | El Gigante                           | Eri Johnson                                                      |
| Cristian Adrian         | Joe                                  | Alexandre Liuzzi                                                 |
| Martha Mijares          | Doña Olga                            | Rosa Marya Collyn                                                |
| Arancha Solís           | Mónica Ramos                         | Isabel Fillardis                                                 |
| Riczabeth Sobalvarro    | Deborah                              | Ana Carolina Dias                                                |
| Luciano Patino          | Alberto                              | André Garolli                                                    |
| Jamie Sasson            | Carol                                | Helena Ranaldi                                                   |
| Rodrigo Aragón          | Fred                                 | Carlos Vieira                                                    |
| Tomas Doval             | Clinton                              | Ed Oliveira                                                      |

## Exibição internacional

### Brasil
Está disponível na íntegra na plataforma de streaming Globoplay, com a primeira parte disponibilizada em 18 de outubro de 2021 e a segunda parte em 10 de janeiro de 2022.

## Prêmios e indicações
| Ano  | Prêmio                    | Categoria                       | Nomeados              | Result   |
| ---- | ------------------------- | ------------------------------- | --------------------- | -------- |
| 2013 | Premios People en Español |                                 |                       |          |
| 2013 | Premios People en Español | Melhor telenovela               | Perla Farias          | Indicado |
| 2013 | Premios People en Español | Melhor Atriz                    | Sonya Smith           | Indicado |
| 2013 | Premios People en Español | Melhor Ator                     | Juan Soler            | Indicado |
| 2013 | Premios People en Español | Melhor Atriz Coadjuvante        | Kimberly Dos Ramos    | Indicado |
| 2013 | Premios People en Español | Melhor vilão                    | Maritza Rodríguez     | Venceu   |
| 2013 | Premios People en Español | Novos Designers                 | Kimberly Dos Ramos    | Indicado |
| 2013 | Premios People en Español | Novos Designers                 | Gabriel Coronel       | Indicado |
| 2013 | Special Beauty Awards     | Trainee Beauty TV               | Kimberly Dos Ramos    | Venceu   |
| 2013 | Special Beauty Awards     | Youth TV Guy                    | Pablo Azar            | Venceu   |
| 2014 | Miami Life Award          |                                 |                       |          |
| 2014 | Miami Life Award          | Melhor telenovela               | Perla Farias          | Venceu   |
| 2014 | Miami Life Award          | Melhor Atriz                    | Sonya Smith           | Venceu   |
| 2014 | Miami Life Award          | Melhor Ator                     | Juan Soler            | Venceu   |
| 2014 | Miami Life Award          | Melhor Atriz Coadjuvante        | Maritza Rodriguez     | Venceu   |
| 2014 | Miami Life Award          | Melhor Ator Coadjuvante         | Ricardo Chávez        | Indicado |
| 2014 | Miami Life Award          | Melhor Ator Coadjuvante         | Ariel Texido          | Indicado |
| 2014 | Miami Life Award          | Melhor Ator Coadjuvante         | Paulo Quevedo         | Indicado |
| 2014 | Miami Life Award          | Primeira atriz                  | Alba Roversi          | Venceu   |
| 2014 | Miami Life Award          | Primeiro ator                   | Miguel Varoni         | Venceu   |
| 2014 | Miami Life Award          | Artista feminina juvenil        | Kimberly Dos Ramos    | Venceu   |
| 2014 | Miami Life Award          | Artista feminina juvenil        | Daniela Navarro       | Indicado |
| 2014 | Miami Life Award          | Artista feminina juvenil        | Ana Carolina Grajales | Indicado |
| 2014 | Miami Life Award          | Juvenil Artista Masculino       | Pablo Azar            | Indicado |
| 2014 | Miami Life Award          | Juvenil Artista Masculino       | Roberto Manrique      | Venceu   |
| 2014 | Miami Life Award          | Juvenil Artista Masculino       | Gabriel Coronel       | Indicado |
| 2014 | Premios Tu Mundo          |                                 |                       |          |
| 2014 | Novela of the Year        | Perla Farias                    | Indicado              |          |
| 2014 | Favorite Lead Actress     | Sonya Smith                     | Indicado              |          |
| 2014 | The Best Bad Boy          | Miguel Varoni                   | Indicado              |          |
| 2014 | The Best Bad Girl         | Maritza Rodríguez               | Indicado              |          |
| 2014 | The Perfect Couple        | Sonya Smith and Juan Soler      | Indicado              |          |
| 2014 | Best Supporting Actress   | Daniela Navarro                 | Venceu                |          |
| 2014 | Best Supporting Actor     | Ariel Texido                    | Indicado              |          |
| 2014 | Best Supporting Actor     | Gabriel Coronel                 | Venceu                |          |
| 2014 | Best Supporting Actor     | Ricardo Chávez                  | Indicado              |          |
| 2014 | First Actress             | Alba Roversi                    | Indicado              |          |
| 2014 | Junior Favorite Artist    | Kimberly Dos Ramos              | Venceu                |          |
| 2014 | Best Bad Luck Moment      | When you have a flat tire truck | Indicado              |          |